# St.-Johannes-Kirche (Seester)

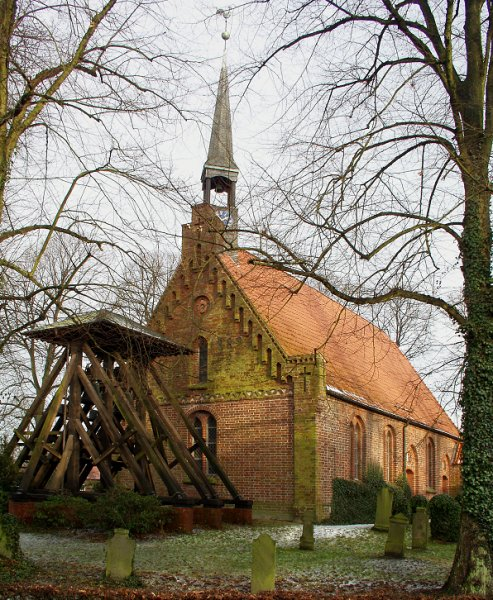
St.-Johannes-Kirche in Seester

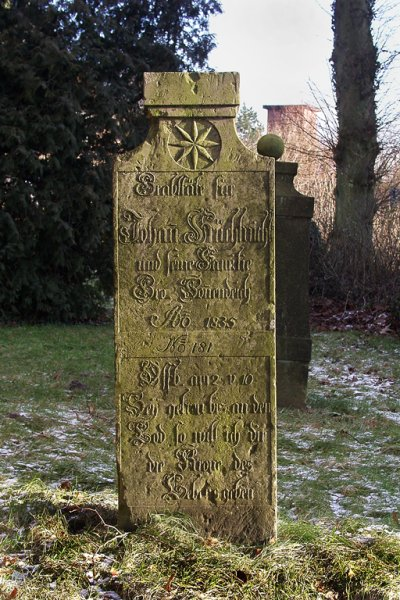
Grabstele aus dem 19. Jahrhundert

Die evangelisch-lutherische St.-Johannes-Kirche im schleswig-holsteinischen Seester ist eine Patronatskirche des Klosters Uetersen (heute evangelisches adliges Damenstift). St. Johannes wurde erst 1555 protestantisch, weil sich das Kloster Uetersen bis dahin weigerte, dem Befehl des dänischen Königs zur Reformation zu folgen.
Das Kirchengebäude liegt auf einer Warft, die von hohen Linden gesäumt ist. Auf dem alten Kirchhof rund um das Kirchengebäude findet man mehrere Grabstelen aus dem 19. Jahrhundert und noch ältere Grabsteine, deren ältester mit 1663 datiert ist. Der neue Friedhof schließt sich nordwestlich an die Warft an.
Die Kirche ist Mittelpunkt eines historischen Gebäudeensembles im Dorfkern der Gemeinde Seester, bestehend aus dem Pastorat, einer ehemaligen Gastwirtschaft, welche heute das Kirchenbüro und den kirchlichen Kindergarten beherbergt, einem Saalgebäude, einem Einfamilienhaus, welches früher die Küster der Kirche bewohnten, sowie der Kirche. Die Gebäudegruppe steht als Kulturdenkmal von besonderer Bedeutung unter Ensembleschutz. Eigentümer der St.-Johannes-Kirche, sowie des Pastorats, der ehemaligen Gaststätte und des Saalgebäudes ist die Evangelisch-lutherische Kirchengemeinde Seester.

## Baugeschichte
Das Kirchengebäude ist ein spätgotischer Saalbau mit fünfseitigem Ostschluss, dessen Ursprünge auf das 15. Jahrhundert zurückgehen.
Das Kirchspiel Seester bestand offensichtlich mindestens schon seit dem Beginn des 13. Jahrhunderts. Im Besitz der Kirchengemeinde befinden sich Urkundskopien des Landesarchivs, aus denen hervorgeht, dass in einem Prozess von 1223 vor dem Erzbischof von Bremen ein Priester aus Seester als Zeuge auftrat. Bei den großen Feldsteinen, die im Osten der Kirche von außen sichtbar sind, handelt es sich teilweise um die Fundamente einer Kapelle aus dieser Zeit, die wohl während der "Großen Manntränke" im 14. Jahrhundert zerstört wurde. 
1428 wurde die Einweihung einer Kapelle in Seester urkundlich erwähnt. Auch diese Kapelle wurde aus Feldsteinen gebaut und von außen und innen mit Ziegelsteinen verkleidet. Dieser Bau von 1428 hatte etwa die Hälfte der heutigen Grundfläche. Schon 30 bis 80 Jahre später musste er aber nach Westen erweitert werden, nachdem eine durch eine Sturmflut zerstörte Kirche in der Nachbargemeinde Seestermühe nicht wieder aufgebaut worden war und man  das Gebiet Seestermühe dem Kirchspiel Seester zuteilte. Die Erweiterung erfolgte in mehreren Schritten bis zur heutigen Größe vollständig mit Ziegelmauerwerk.
1716 wurde an der Nordseite einen Gruftanbau angefügt.
1889 wurde das Gebäude im neugotischen Stil mit Backsteinen im Klosterformat ummantelt. In dieser Zeit erhielt es auch den Dachreiter. Der Zahlenanker am Westgiebel trägt daher die Jahreszahl 1889. Der Dachreiter, welcher eine kleine Glocke zur Ankündigung der Uhrzeit beinhaltet, verfügt auf seinen vier Seiten ungewöhnlicherweise nur über drei Uhren. Einer alten – vielleicht auch nur scherzhaften – Legende nach wollten Einwohner des nordwestlich der Kirche gelegenen Ortsteils Seesteraudeich für den Bau des Dachreiters und der Kirchenuhr im Jahre 1889 kein Geld spenden, woraufhin auf das Anbringen einer Uhr in ebendiese Himmelsrichtung verzichtet wurde.

## Glockenstuhl und Glocken

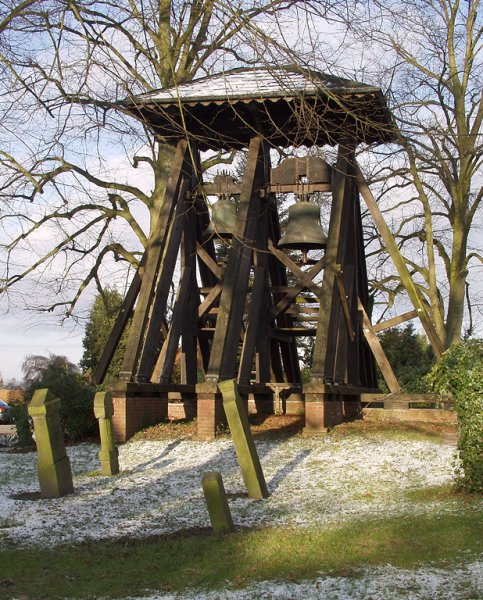
Glockenstuhl von 1819

Im Westen vor der Kirche steht der Glockenstuhl aus dem 15. Jahrhundert, der 1819 von J. Bahlmann erneuert wurde. Die Balkenschwellen ruhen auf Fundamenten aus Backstein. Die Querverstrebung erfolgte durch Andreaskreuze. Die Überdachung besteht aus einem schiefergedeckten, flachen Zeltdach. Der obere Querbalken trägt folgende Inschrift:
Jacob Bahlmann zimmerte
diesen Glockenstuhl im juny ANNO 1819. H. Johann Hinrich Schultze Pastor
Johann Stähl Peter Krüver
Daniel Wohlenberg Harm Seeman Kirchengeschworene.
Im Glockenstuhl sind zwei Glocken vorhanden. Die größere der beiden Glocken mit einem Durchmesser von 113 cm stammt aus dem Jahre 1668 und wurde von Hermann Benningk in Hamburg gegossen. Die kleinere, aus Bronze gegossene Glocke wurde 1957 von der Glockengießerei Bachert aus Bad Friedrichshall-Kochendorf hergestellt. Sie ersetzte eine am 8. April 1942 zum Einschmelzen für Kriegszwecke abgelieferte Glocke, welche wiederum 1933 als Ersatz für eine am 4. Juli 1917 zum Einschmelzen an die Heeresverwaltung abgegebene Glocke von 1771 angeschafft wurde. Diese war zuvor ein Umguss einer im selben Jahr geborstenen, noch wesentlich älteren Glocke.

## Gruftanbau

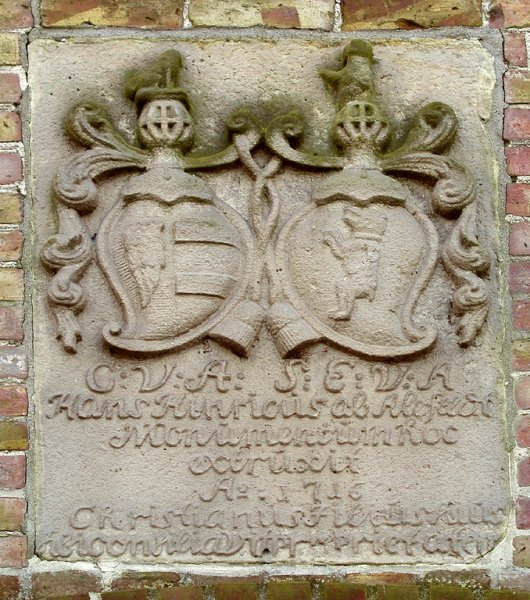
Wappenschild Ahlefeld am Gruftanbau

Im Gruftanbau von 1716 auf der Südseite wurde Hans Heinrich von Ahlefeldt beigesetzt. Er starb 1720. Hier findet sich eine Wappentafel aus Sandstein. Links zeigt sie das Wappen der Ahlefelds, rechts einen Bären mit erhobenen Tatzen. Darunter steht folgende Inschrift:
C V A  (= Cay von Ahlefeldt)        S E V A  (= Selig Eva von Ahlefeldt)
Hans Hinricus ab Alefeldt
Monumentum hoc
extruxit
Ao 1716
Christianus Filius suus
sibi consiliavit probrietatem
Ab 1950 wurde die Gruft – nachdem sie in die Verfügung der Kirchengemeinde übergegangen war – als Leichenhalle genutzt. Heute wird sie aus gesundheitsrechtlichen Gründen nur noch als Abstellraum verwendet. Die verstorbenen Mitglieder der Familie von Kielmannsegg, welche das Gut Seestermühe im Jahre 1752 von der verschuldeten Familie von Ahlefeld erwarb, werden in einer neuen Familiengruft in unmittelbarer Nähe zum Gutshof beigesetzt.

## Innenraum und Kunstschätze

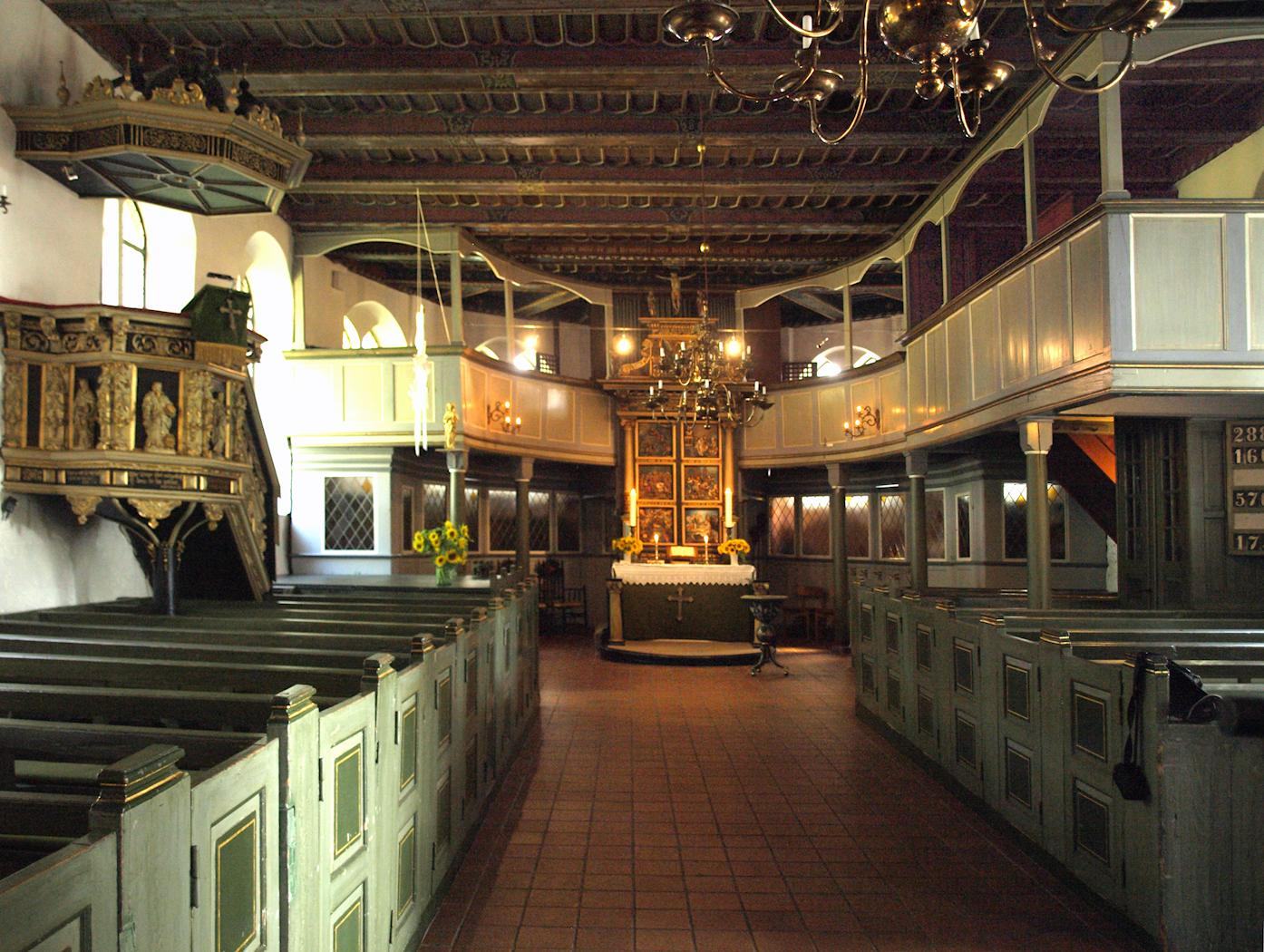
Innenraum nach Osten,
oben rechts die Grafenloge

Das Innere der Kirche wird von einer Holzbalkendecke überdeckt. Der Kirchenraum verfügt über eine Ost- und eine Westempore. Die Grafenloge wurde im 17. Jahrhundert auf der Südseite errichtet, weil die Grafen von Ahlefeldt nicht zwischen Bauern und Handwerkern, sondern abgesondert sitzen wollten. Sie weist eine höhere Brüstung als die Ostempore auf, ein deutlicher Hinweis auf die Standesunterschiede. Die Grafenloge war zunächst nur über eine Treppe über die Ostempore zu erreichen. Im 19. Jahrhundert erhielt sie einen eigenen Eingang über ein eigens von außen zu betretendes Treppenhaus.
Der Innenraum der Kirche wurde im Dreißigjährigen Krieg durch die Schweden vollständig verwüstet. Folgende Kunstschätze sind heute vorhanden:
- Eine Besonderheit stellt der Opferstock von 1613 dar. Er wird getragen von einer gebückten Lazarusfigur von 1654, die im Kloster Uetersen hergestellt wurde.
- Der Altar ist der älteste erhaltene Barockaltar im Kreis Pinneberg und stammt aus dem Jahre 1631. Nach der Verwüstung der Kirche durch die Schweden stifteten Bauern aus der Gemeinde das Geld für den neuen Altar, welcher in Hamburg geschnitzt wurde. Als eine Ausnahme gegenüber den meisten anderen Altaren dieser Zeit ist die einteilige Ädikula offensichtlich immer schon flügellos gewesen. Im Zentrum stehen sechs quadratische, gerahmte Holzreliefs, die Szenen aus dem Leben Jesu darstellen. Von links unten beginnend, dann im Uhrzeigersinn: Christi Geburt, Abendmahl, Ölbergszene, Christus vor Pilatus oder Herodes Antipas, Kreuztragung, Grablegung. In der Inschrift über den Reliefs sind die Namen der Spender festgehalten. Ein Auferstehungsbild steht im Zentrum des Oberteils, flankiert von Moses und Johannes dem Täufer. Nach oben wird die Ädikula durch ein Kruzifix abgeschlossen, daneben Maria und der Jünger Johannes.

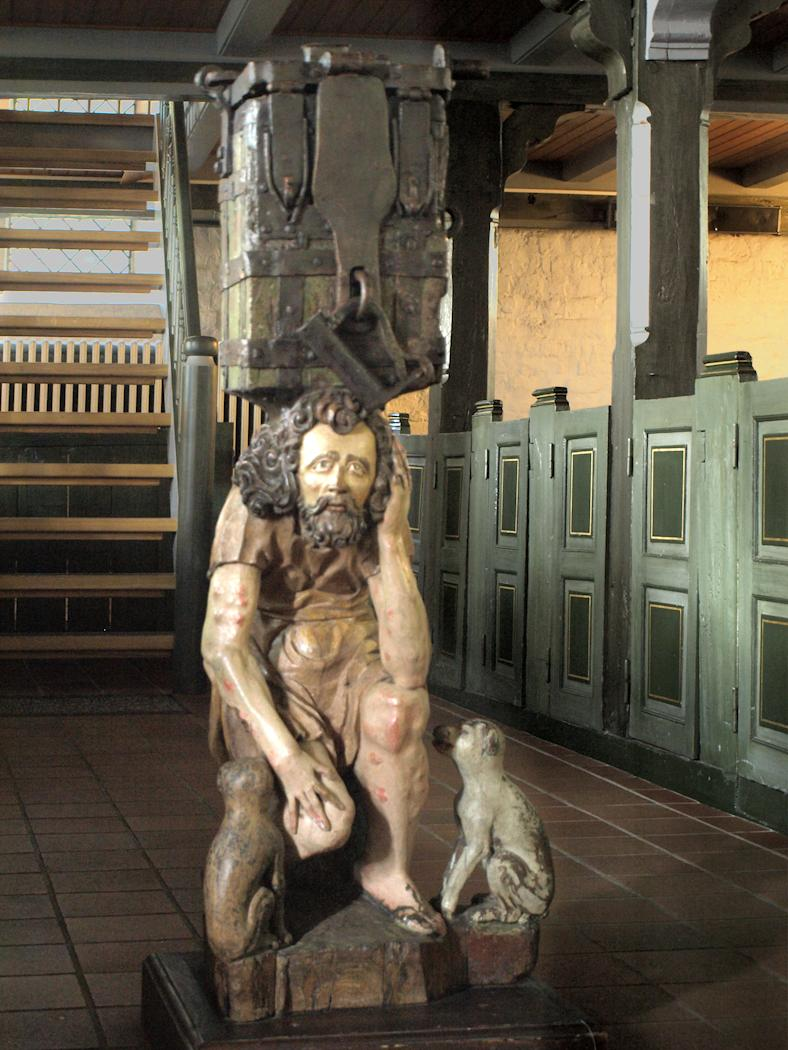
Opferstock mit Lazerusfigur als Träger (um 1650)
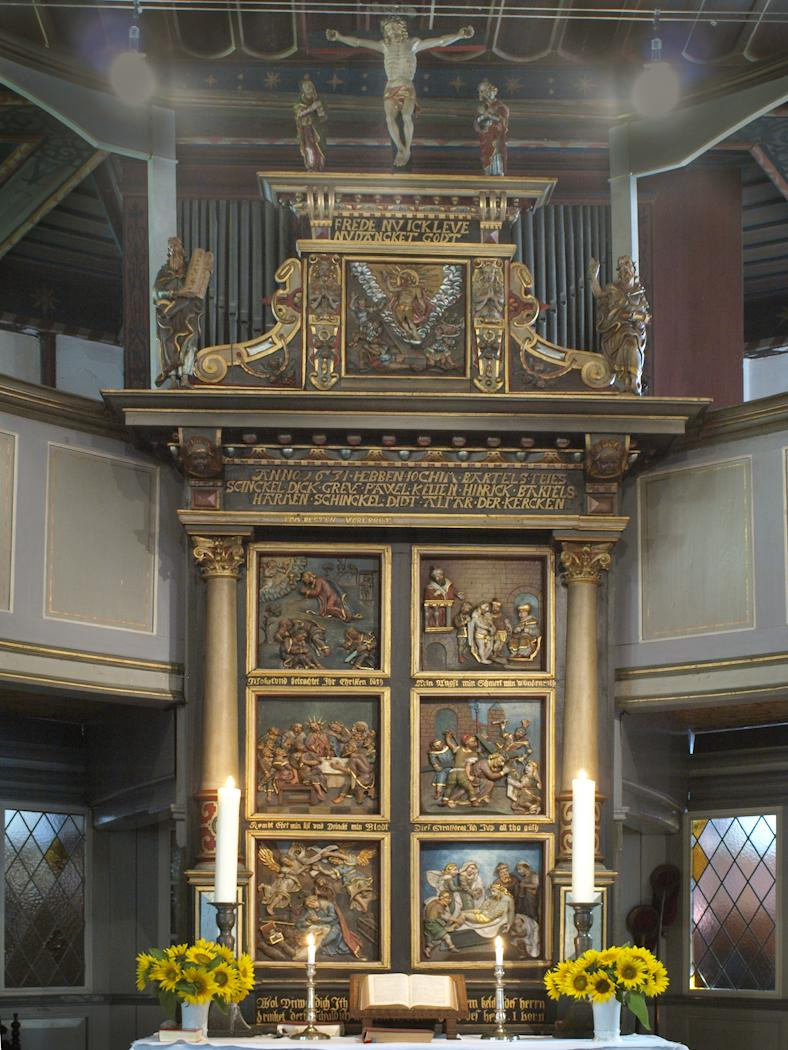
Frühbarocker einflügeliger Altaraufsatz von 1631
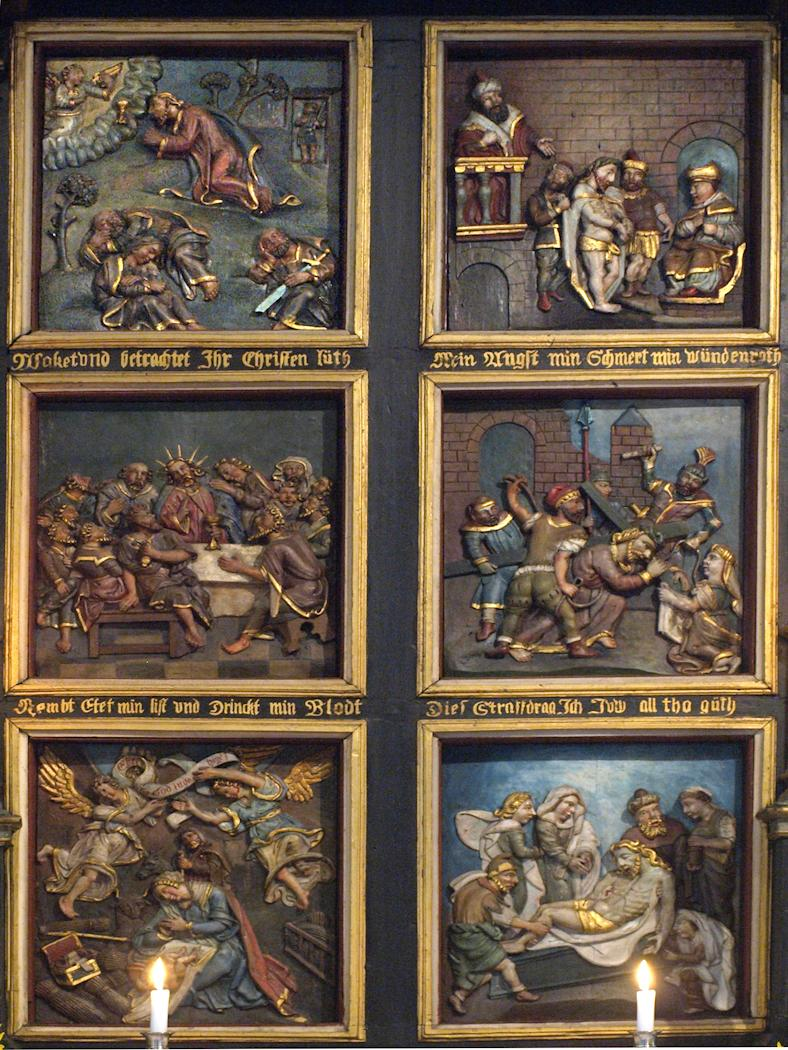
Bildtafeln aus dem Leben Jesu
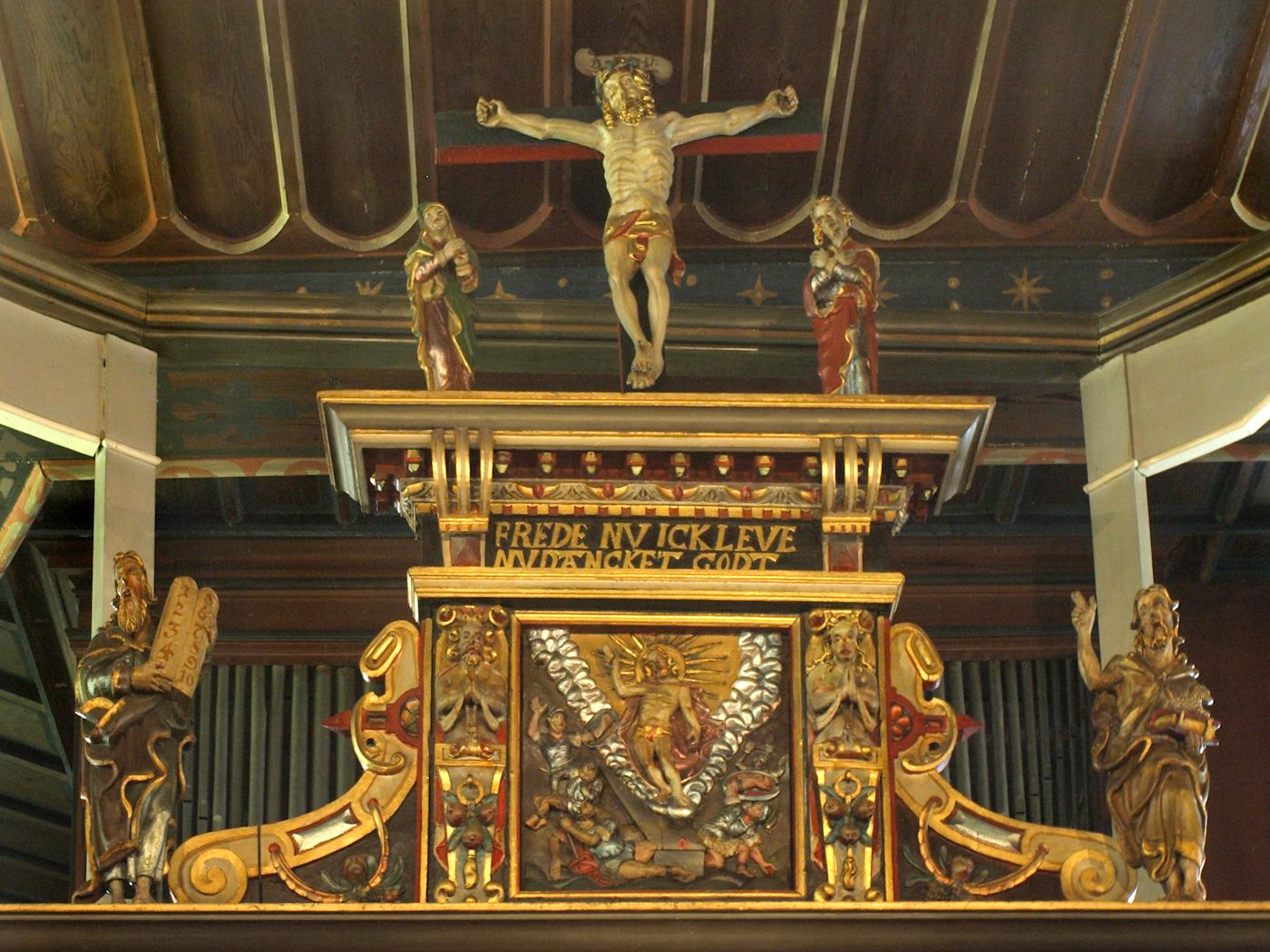
Oberer Teil der Ädikula mit Auferstehungsbild und Kreuzigungsszene

- Die Kanzel an der Nordwand stammt aus dem Jahre 1631 und ist damit die älteste erhaltene Kanzel im Kreis Pinneberg. Der Stil ist eine Übergangsform von der späten Renaissance zum frühen Barock. Der Korb ist durch Hermenpilaster gegliedert. Das sind Pilaster, deren Schäfte sich nach unten verjüngen. Vor den Feldern dazwischen stehen Figuren Christi und der vier Evangelisten mit ihren Attributen. Der Schalldeckel, der bei der flachen Balkendecke keine akustische Funktion hat, zeigt orientalisch anmutende Formen. Die Treppe zur Kanzel ist jüngeren Datums, sie stammt von 1889.

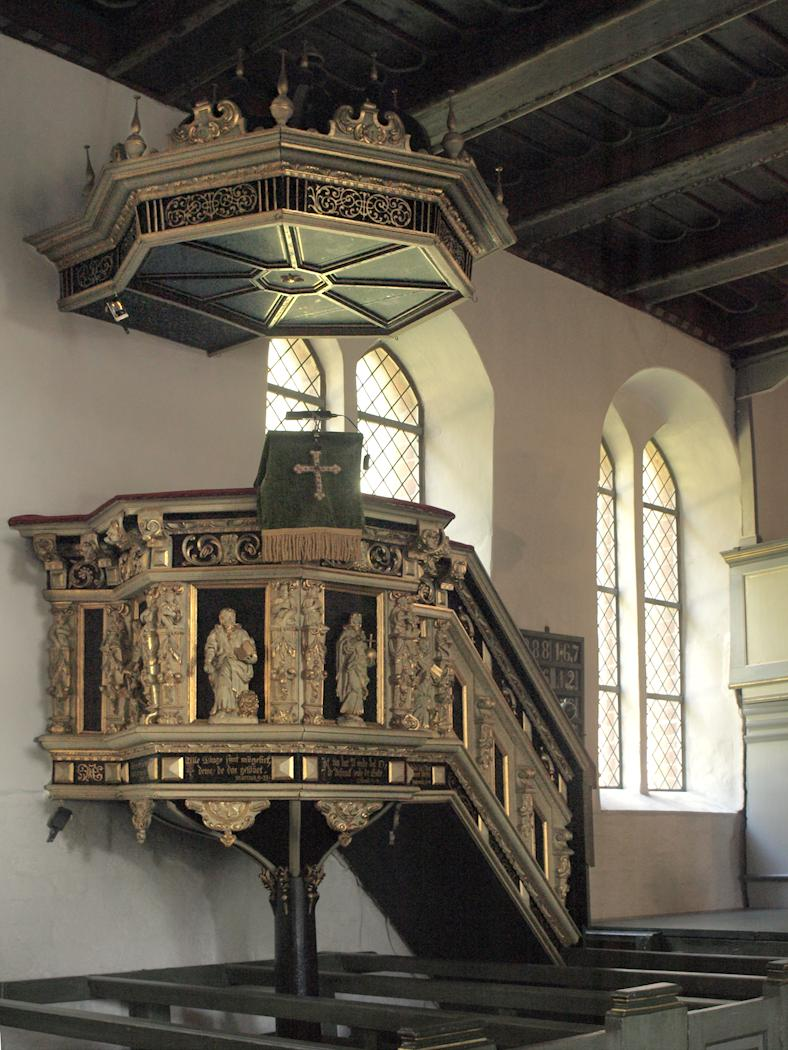
Kanzel von 1631, Treppe von 1889
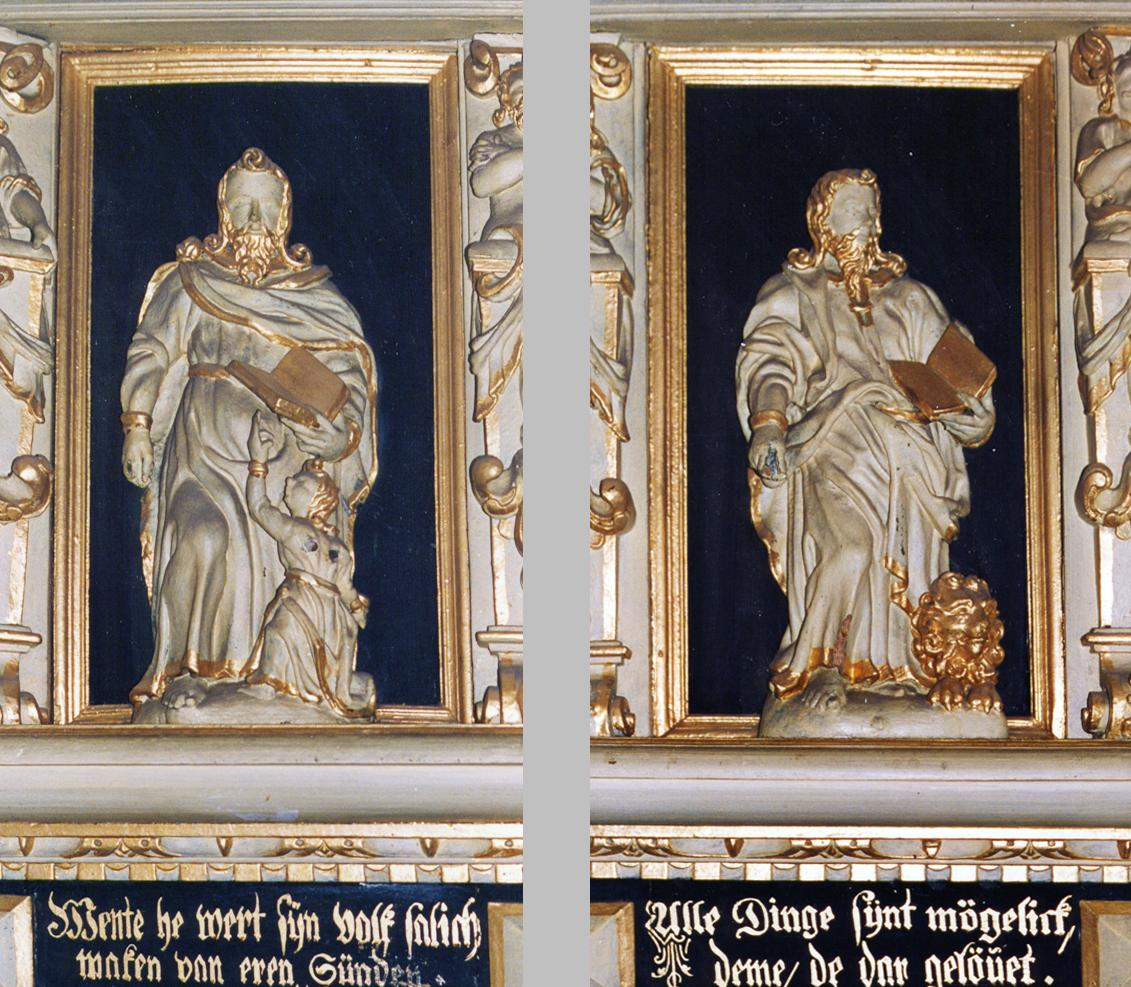
Relief am Kanzelkorb: Matthäus mit dem Menschen, Markus mit Löwen
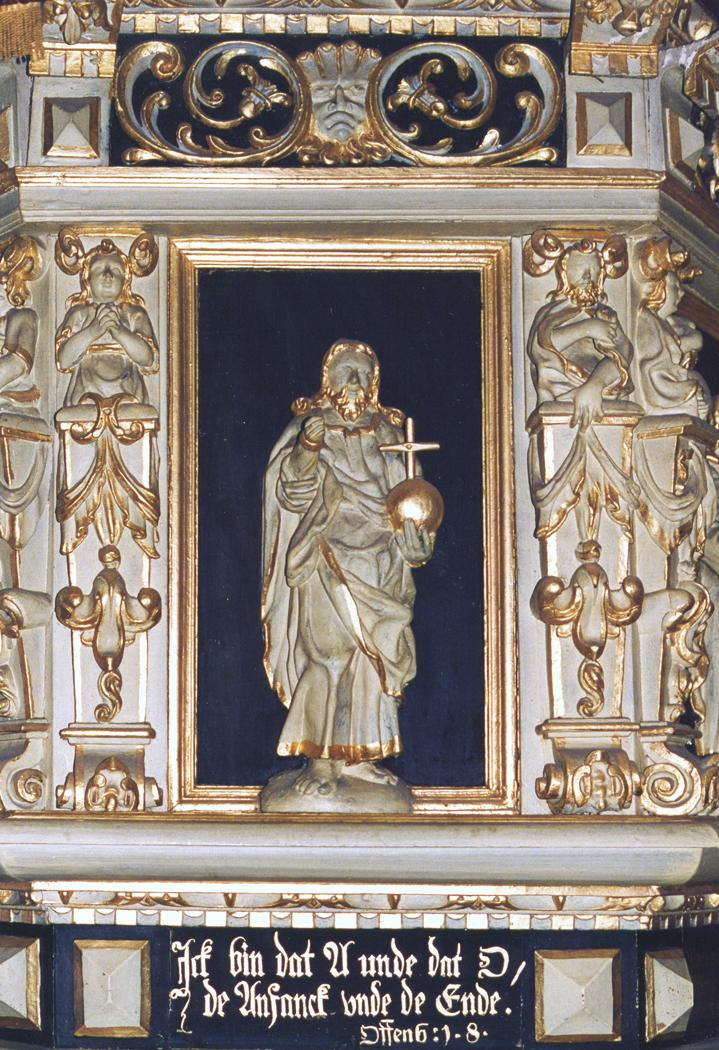
Relief am Kanzelkorb: Christus mit Reichsapfel
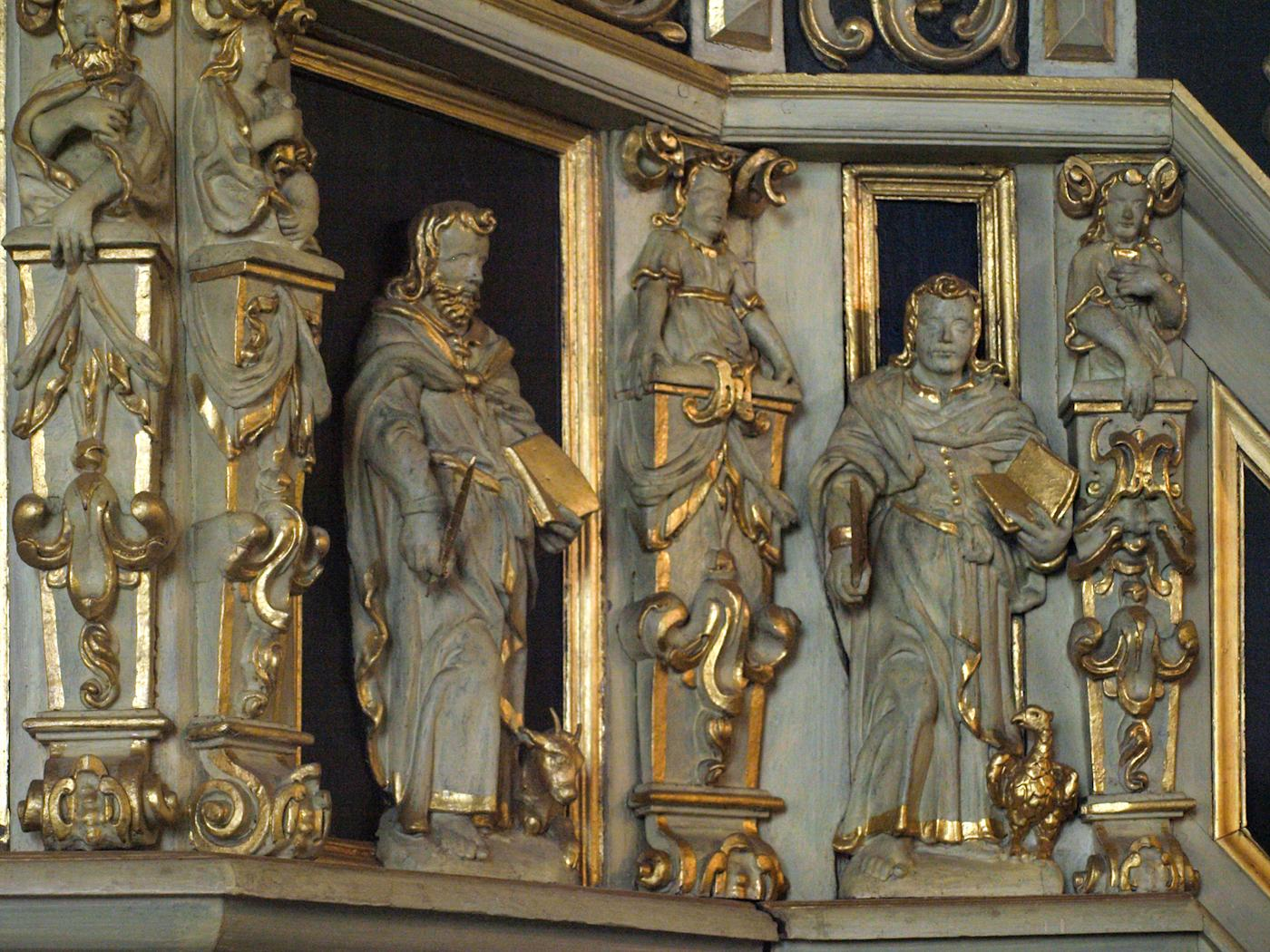
Relief am Kanzelkorb: Lukas mit Stier Johannes mit Adler

- Die Holztaufe stammt aus dem Jahre 1843/1845 und wurde als Ersatz für eine 1844 abgebrochene steinerne Taufe angeschafft. Über einer Kugel, die von einem Dreifuß getragen wird, befindet sich eine sechseckige Kuppa.
- Über dem Nordportal hängt ein Epitaph, das Jachim Schult seiner früh verstorbenen Tochter Oldgart setzte. Das barocke Werk aus dem Jahre 1655 mit Säulen, Giebel und Knorpelwerk trägt im Mittelfeld das Relief der Stifterfamilie unter dem Kreuz. Die Inschrift darunter erinnert an die verstorbene Frau, die Ehefrau von Jacob Meines.
- Die Orgel auf der Ostempore des Altonaer Orgelbauers Johann Conrad Rudolph Wohlien stammt aus dem Jahre 1845. Nach irreparablen Mängeln erhielt die Firma Marcussen & Søn in Aabenraa 1962 den Auftrag zum Bau einer neuen Orgel, welche nach sechsjähriger Bauzeit am Ostermontag 1968 auf der Westempore eingeweiht wurde. Die neue Orgel besitzt 2 Manuale und 18 Register, davon 1 Tremulant. Sie ist zweiteilig aufgebaut, der Organist sitzt zwischen den Teilen.
 Die alte Orgel auf der Ostempore besteht noch heute, kann aber nicht mehr genutzt werden. Ebenso ist der Blasebalg der alten Orgel auf dem Dachboden des Kirchengebäudes erhalten. Dieser wurde früher von Konfirmanden bedient, welche in dieser Zeit die Lehm- und Reetverkleidungen und die Holztür des Blasebalks mit zahlreichen Schnitzereien und Beschriftungen versehen haben.
- Über dem südlichen Hauptportal befindet sich ein Pastorenbild von 1691. Das Ölgemälde zeigt Pastor Johannes Michaelis (1642–1692) in schwarzer Amtstracht mit weißem Mühlensteinkragen und brauner Lockenperücke. Pastor Michaelis amtierte in Seester von 1671 bis 1692.

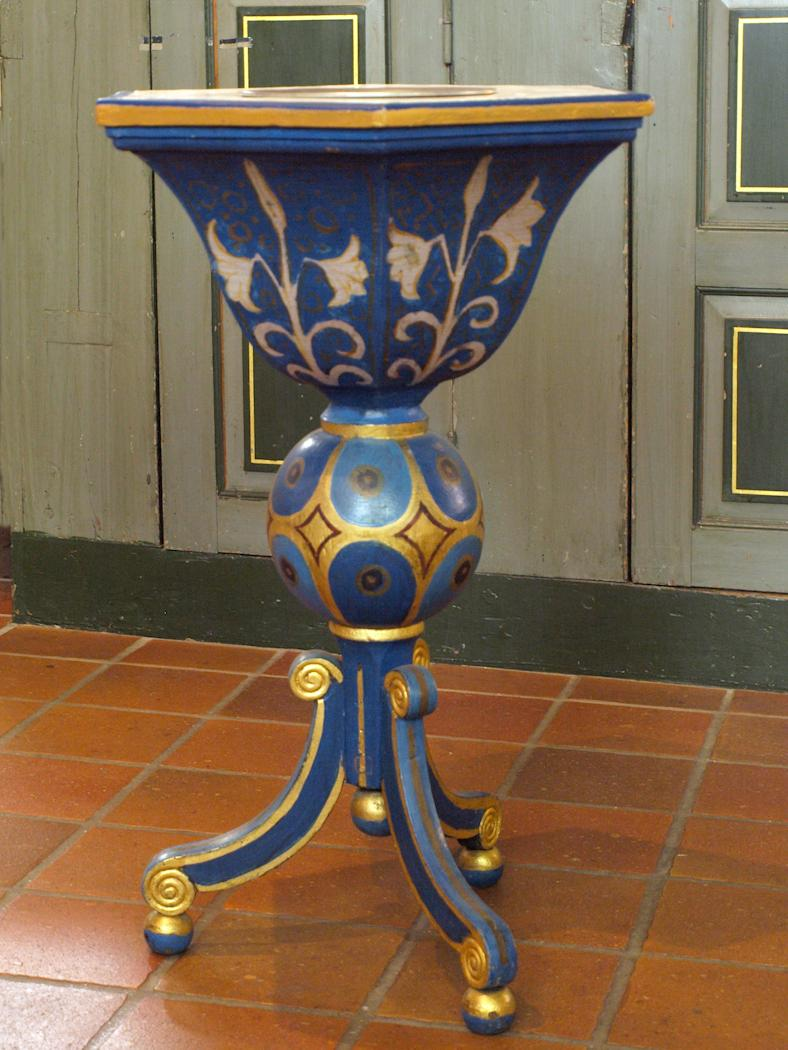
Hölzerne Taufe von 1843/1845
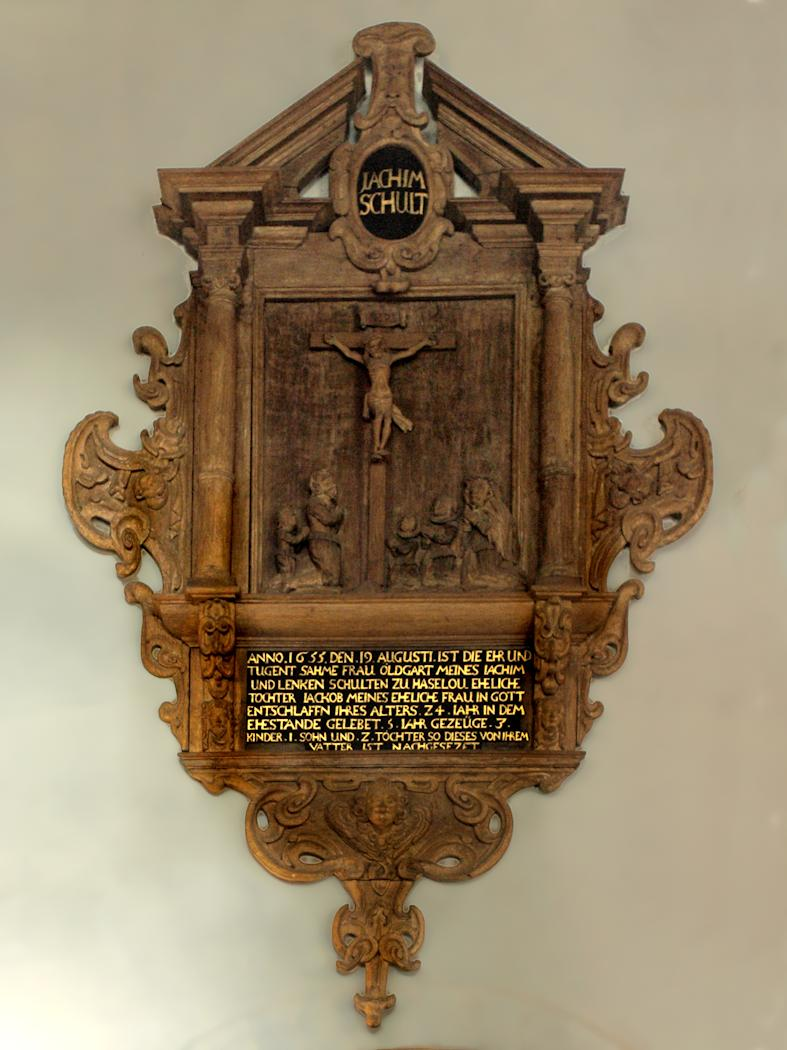
Epitaph für Oldgart Meines von 1655
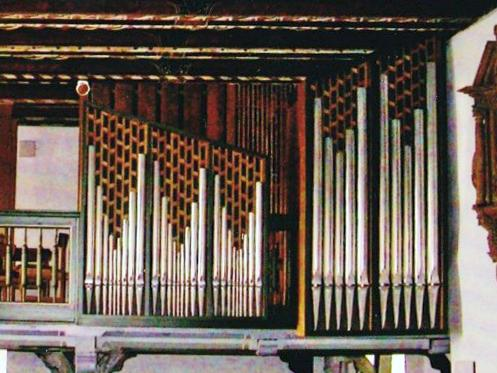
Neue Orgel von 1968 (Marcusson, Apenrade)
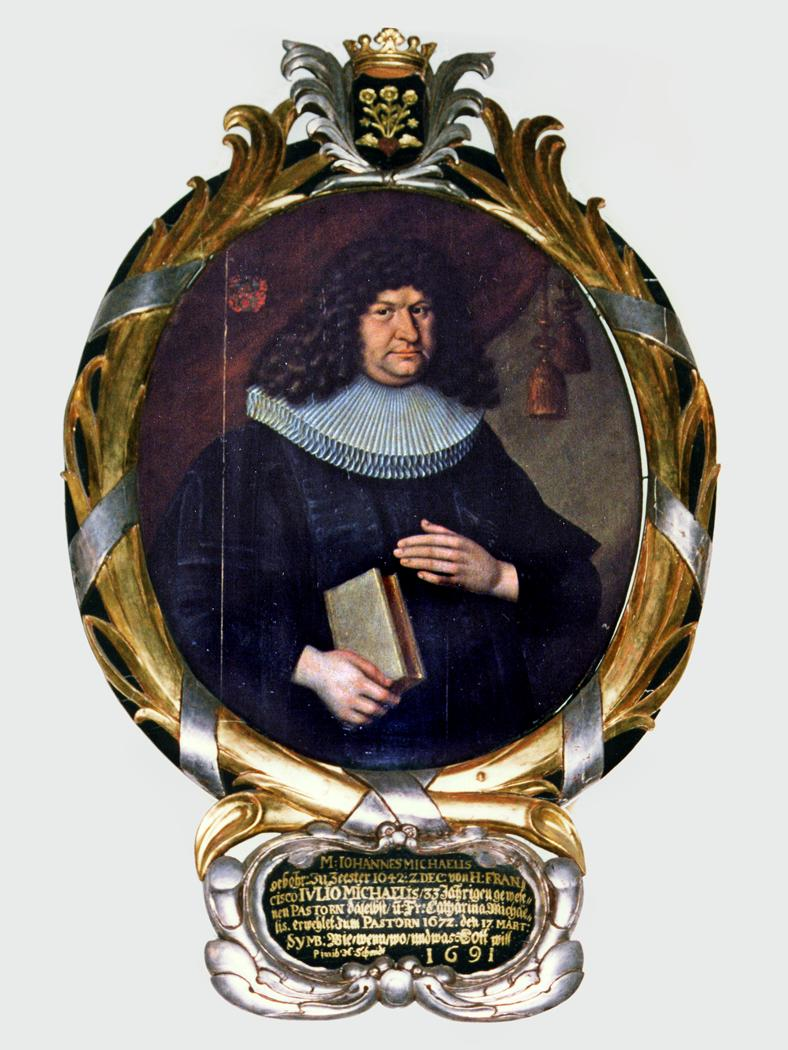
Pastorenbild: Pastor Michaelis von 1691